# Alberto Salom Echeverría
Alberto Luis Salom Echeverría (San José, 10 de junio de 1952) es un político y politólogo costarricense, ex-rector de la Universidad Nacional, fue diputado del Partido Acción Ciudadana, ex regidor de la Municipalidad de San José y dirigente estudiantil de izquierda.

## Biografía
Estudió en Escuela Buenaventura Corrales. (1959-1964) y luego en el Colegio Saint Francis (1965-1969). Se graduó como Licenciado en Ciencias Políticas y Doctor en Gobierno y Políticas Públicas por la Universidad de Costa Rica.
Inició su carrera política en la adolescencia, siendo presidente del Gobierno Estudiantil de su colegio secundario en 1969, luego presidente de la Federación de Estudiantes de la UCR de 1974 a 1975. Durante su presidencia lideró algunas de las protestas estudiantiles más álgidas. Militante de izquierda, fue fundador del Partido Socialista Costarricense y de Pueblo Unido del cual además fue regidor en San José entre 1978 y 1982. En el año 1987 se convertiría en asesor del parlamentario socialcristiano Javier Solís. Luego junto con Isaac Felipe Azofeifa y otros fundaría el Partido del Progreso, que al disolverse daría lugar a Fuerza Democrática. Sin embargo, Salom moderó su posición y dio la adhesión al Partido Acción Ciudadana (centro-izquierda) desde febrero de 2002, partido por el cual es electo diputado en 2006.
Ha publicado muchos libros y artículos en revistas y periódicos de circulación nacional.

## Cargos
- Presidente del Gobierno estudiantil Colegio Saint Francis (1969).
- Presidente de la Federación de Estudiantes de la Universidad de Costa Rica (1974-1975).
- Miembro fundador del Partido Socialista Costarricense y miembro de su comisión política (1971-1989)
- Miembro fundador de la Coalición Pueblo Unido y representante de su dirección política (1977-1990).
- Regidor Municipal de San José por la Coalición Pueblo Unido (1978-1982).
- Miembro fundador de Fuerza Democrática, junto con don Isaac Felipe Azofeifa.
- Gerente de Campaña del Partido Acción Ciudadana para las elecciones nacionales del 2006.
- Profesor Universidad Nacional de Costa Rica desde 1976.
- Director del Instituto de Estudios del Trabajo, Universidad Nacional de Costa Rica (1993-1995).
- Vicerrector de Vida Estudiantil Universidad Nacional de Costa Rica (1995-2000).
- Consultor en Naciones Unidas para el Programa PRODERE (Población Desplazada, Refugiada y Repatriada) (1991).
- Diputado por el Partido Acción Ciudadana, en las elecciones nacionales para el periodo 2006-2010.
- Rector Universidad Nacional de Costa Rica 2015-2020.

## Página oficial
- www.albertosalom.com

| Precedido por: Epsy Campbell Barr 2002-2006 | Diputado de la Asamblea Legislativa de Costa Rica (9º puesto por San José) 2006-2010 | Sucedido por: Juan Carlos Mendoza 2010-2014 |

- Datos: Q4712195